# Lisandro Morales
Lisandro Morales (Villa Gobernador Gálvez, Provincia de Santa Fe, Argentina; 31 de enero de 2004) es un futbolista argentino. Juega como lateral por derecha y su primer equipo fue Unión de Santa Fe. Actualmente milita en Atlético Rafaela del Torneo Federal A.

## Trayectoria

### Inicios
Nacido en Villa Gobernador Gálvez, Lisandro Morales comenzó en el baby de Coronel Aguirre, luego pasó por Newell's Old Boys y de ahí se fue a jugar a Renato Cesarini. Estuvo dos años en la pensión de Huracán hasta que quedó en libertad de acción durante la pandemia.

### Unión de Santa Fe
En 2022 se sumó a las divisiones inferiores de Unión de Santa Fe y ya para 2023 comenzó a formar parte del equipo de Reserva. Ese mismo año y debido a las bajas por lesión y suspensión, el entrenador Cristian González decidió subirlo al plantel profesional y además lo hizo debutar con la camiseta rojiblanca el 28 de julio, en la victoria 2-0 como local sobre Defensa y Justicia: ese día ingresó a los 20 del ST en reemplazo de Federico Vera. A fines del 2024 firmó su primer contrato.

### Atlético Rafaela
En enero del 2025 se confirmó su salida a préstamo a Atlético Rafaela por una temporada.

## Clubes
- Actualizado al 4 de abril de 2025

| Club                       | Div.                | Temporada           | Liga | Liga | Copa Nacional | Copa Nacional | Copa Internacional | Copa Internacional | Total | Total |
| Club                       | Div.                | Temporada           | PJ   | G    | PJ            | G             | PJ                 | G                  | PJ    | G     |
| -------------------------- | ------------------- | ------------------- | ---- | ---- | ------------- | ------------- | ------------------ | ------------------ | ----- | ----- |
| Unión Argentina            |                     |                     |      |      |               |               |                    |                    |       |       |
| 1.ª                        | 2023                | 1                   | 0    | 1    | 0             | -             | -                  | 2                  | 0     |       |
| 1.ª                        | 2024                | 0                   | 0    | 0    | 0             | -             | -                  | 0                  | 0     |       |
| Total                      | Total               | 1                   | 0    | 1    | 0             | -             | -                  | 2                  | 0     |       |
| Atlético Rafaela Argentina |                     |                     |      |      |               |               |                    |                    |       |       |
| 3.ª                        | 2025                | 4                   | 0    | -    | -             | -             | -                  | 4                  | 0     |       |
| Total                      | Total               | 4                   | 0    | -    | -             | -             | -                  | 4                  | 0     |       |
| Total en su carrera        | Total en su carrera | Total en su carrera | 5    | 0    | 1             | 0             | -                  | -                  | 6     | 0     |